# Villaines-les-Prévôtes
Villaines-les-Prévôtes is een gemeente in het Franse departement Côte-d'Or in de regio Bourgogne-Franche-Comté en telt 134 inwoners (2004). De plaats maakt deel uit van het arrondissement Montbard.

## Geografie
De oppervlakte van Villaines-les-Prévôtes bedraagt 10,4 km², de bevolkingsdichtheid is 12,9 inwoners per km².
De onderstaande kaart toont de ligging van Villaines-les-Prévôtes met de belangrijkste infrastructuur en aangrenzende gemeenten.

## Demografie
Onderstaande figuur toont het verloop van het inwonertal (bron: INSEE-tellingen).